# شيماء سليمان
شيماء سليمان (10 يوليو 1989 -)، مغنية وممثلة كويتية.

## حياتها الفنية
كانت بدايتها على يد الموزع ربيع الصيداوي الذي قدمها كأول كورال لأغنية وطنية لفرقة «ميامي»، كما قدمها إلى الملحن عبد الله القعود الذي منحها فرصة الغناء في أوبريت «وطني» عام 2007، ثم أسست «فرقة صولو» مع بشار سلطان والأنين إلى أن الفرقة لم تستمر طويلًا حتى انفرد أعضاءها، لكنها استمرت بطرح الأغاني المنفردة وغيرها، كما اشتركت بالتمثيل مع خالتها هند البلوشي في مسرحية نور الظلام وساعة موريس.

## الأسرة
هي الأبنة الأولى للممثلة مي البلوشي وشقيقة الممثلة سعودة وخالاتها هن الممثلات مرام وهند البلوشي، متزوجة من المغني جاسم محمد ولها ابنتين هما «لتين» و«ريتال».

## أعمالها

### الأغاني المنفردة
- أشواق وتمني.
- أكذب علي.
- لو تحبني.
- سامحني.
- مرة على مرة - بمشاركة الأنين وصهيب العوضي.
- سر وجودي
- يا حبيبي احبك.
- وأنا بعد - بمشاركة جاسم محمد.
- تخيل.
- عرفت اختار.
- القادم أجمل.
- اهدى يا قلبي.

### مقدمات المسلسلات
- 2016: نوايا.
- 2016: الوجة المستعار - بمشاركة أحمد الحافظ.

### أعمالها بالتمثيل
- 2015: مسرحية نور الظلام.
- 2016: مسرحية ساعة موريس.
- 2018: مسرحية أحلام الشوارع.
- 2019: مسرحية نجمة وقلم.
- 2019: مسلسل لا موسيقى في الأحمدي.
- 2019: مسرحية شبح الأوبرا.
- 2019: مسلسل من حقي أحب.
- 2021: مسلسل سما عالية.
- 2022: مسرحية أثانين.
- 2022: مسرحية مدينة البطاريق 3.
- 2023: مسلسل السجين النصاب.
- 2023: مسلسل قرة عينك.
- 2024: مسلسل منت رايق.
- 2024: مسرحية كاوبوي.
- 2025: مسلسل باب السين.

## الجوائز
- 2019:  الكويت - جائزة أفضل ممثلة واعدة من مهرجان «المميزون في رمضان» عن دورها في مسلسل لا موسيقى في الأحمدي.[4]